# Путятинский
Путятинский — посёлок в Тяжинском районе Кемеровской области. Входит в состав Листвянского сельского поселения.

## География
Центральная часть населённого пункта расположена на высоте 262 метров над уровнем моря.

## Население
По данным Всероссийской переписи населения 2010 года, в посёлке Путятинский проживает 95 человек (50 мужчин, 45 женщин).